# Muhamed Musić ‘Allāmek
Muhamed Musić Allāmek (arap. Muhammad ibn Mūsā al-Bosnawī – ‘Allamak, Sarajevo 1595. – Carigrad, danas Istanbul 1636. ), bošnjački pisac.
U Carigradu i Üsküdaru bio je profesor, a u Alepu sudac. Iz egzegeze Kurana pisao je djela na arapskom jeziku.

## Važnija djela
- Uputitelj (Al-Hādī)
- Glosa na Svjetla objave i tajne tumačenja (Hāšiya ‘alā Anwār at-tanzīl wa asrār at-ta’wīl)
- Glose komentara Šerifa Džurdžanija na Ključ znanosti (Ḥāšiya ‘alā Šarḥ Šarīf Ğurğānī ‘alā Miftāḥ al-‘ulūm)
- Glose komentara Mula Džamijeve Prikladnice (Ḥāšiya ‘alā Šarḥ Munla Ğāmī ‘alā al-Kāfiva)